# Ikonodulie
Ikonodulie či ikonofilie (z řeckého εἰκῶν eikón obraz + δουλεία dúleia služba) je pojem označující praxi uctívání obrazů svatých, tzv. ikon. Pojmu se používá především v souvislosti s obrazoboreckým zápasem v byzantské říši v 8. a 9. století, kdy byli uctívači obrazů některými císaři pronásledováni.

## Kořeny
„Nezobrazíš...“ – stojí ve druhém přikázání Desatera, jímž Starý zákon i rané křesťanství zavrhly uctívání obrazů jako projev pohanství. Stejný požadavek stanovil později také islám. Odpor proti figurální výzdobě církevních prostor však postupně slábl, nepochybně úměrně tomu, jak zanikaly pohanské kulty. Křesťanská církev, a to především na Východě, nejprve připustila uctívání obrazů jako projev lidové zbožnosti, během 6. století pak začala sama považovat zobrazení Ježíše Krista a úctu k němu za vyjádření pravé víry. Pro úctu k obrazům se vyslovil i papež Řehoř I. (590–604), když napsal marseilleskému biskupu Serenovi, že obraz představuje pro věřící, kteří neumějí číst, to, čím je Písmo pro ty, kteří to dovedou.
Ikonodulie, uctívání obrazů svatých, se rozšířila mezi řeholním duchovenstvem i širokými laickými vrstvami obyvatelstva byzantské říše. Nemalou zásluhu na tom měla sama církev, především mniši, která z výroby a prodeje ikon bohatla. Přestože úcta neměla být prokazována obrazu, ale tomu, kdo byl na něm znázorněn, staly se předmětem uctívání, zvláště řeckých věřících v evropské části byzantské říše, mnohdy ikony samy, kterým byla navíc připisována moc způsobit zázraky. To budilo nevoli u vzdělanějších vrstev kléru i světské společnosti, které považovaly takové jednání za modlářství. Uctívání obrazů bylo odmítáno zejména ve východních provinciích, kde v tomto směru působily zbytky monofyzitů, šířící se sekta paulikiánů a také kontakty s židovským a muslimským prostředím. Tak se začal v byzantské společnosti na počátku 8. století hrozivě rýsovat nábožensko-ideologický konflikt, v němž důležitou roli nepochybně hrály také odlišné zdroje i tendence vývoje jednotlivých částí říše.